# Sainte-Foy-la-Longue
Sainte-Foy-la-Longue là một xã thuộc tỉnh Gironde trong vùng Aquitaine tây nam nước Pháp. Xã này nằm ở khu vực có độ cao trung bình 109 mét trên mực nước biển.